# Musik

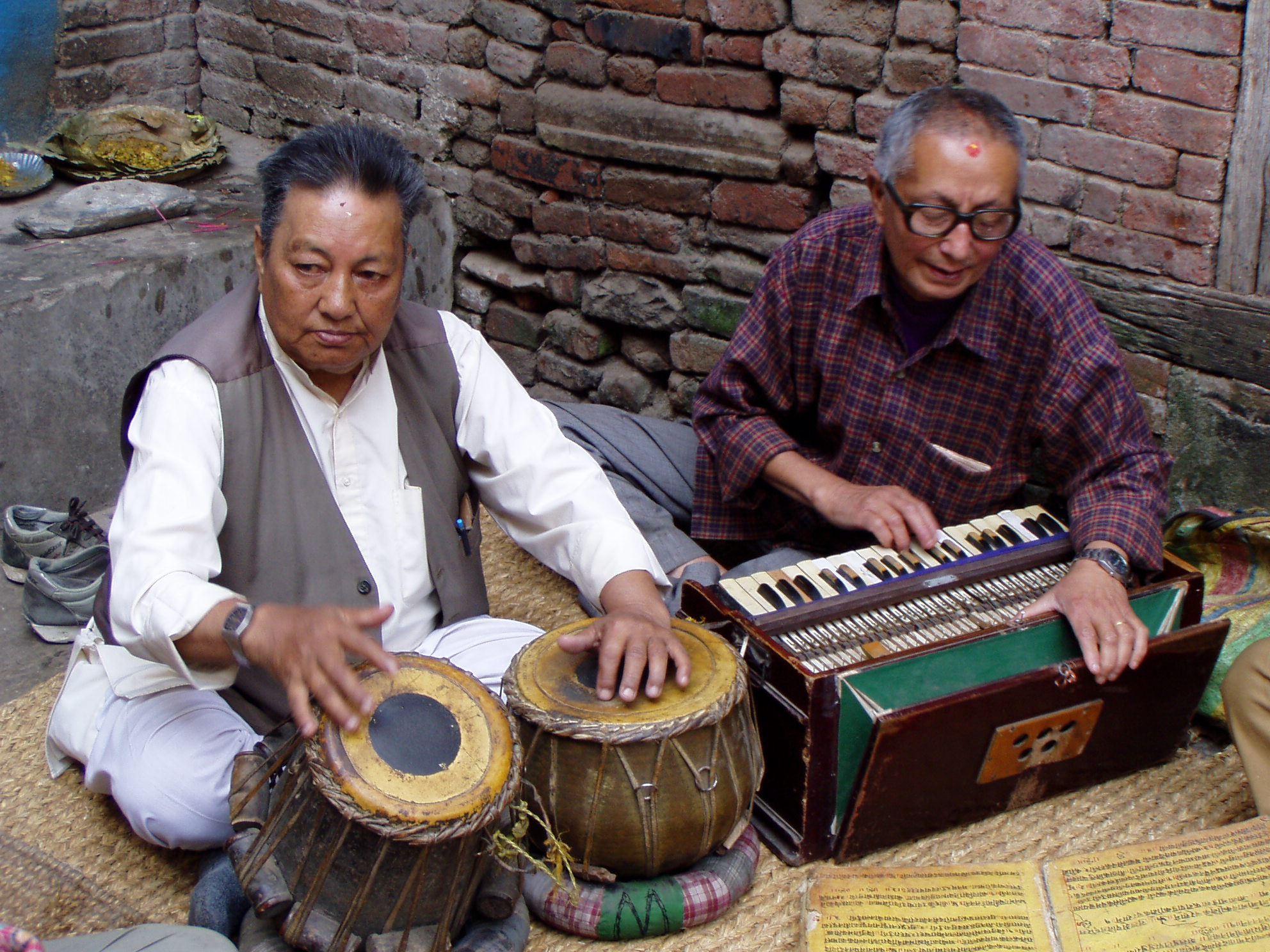
Musikanter i Katmandu. Till vänster tablas. Till höger en sorts harmonium.

Musik är en form av konstnärligt, emotionellt och kulturellt uttryck, framförallt i följder av ljud och toner med hjälp av särskilda instrument eller den mänskliga rösten. Det är också en av de största konst- och underhållningsformerna, ett yrkes- utbildnings- och vetenskapsfält, fritidsintresse och verktyg för kommunikation, med mera.

## Etymologi
Ordet musik är belagt i svenskan sedan 1619 och kommer, via tyska och franska, av latinets musica som i sin tur härstammar från grekiskans mousikē [μουσικη]. Det grekiska ordet syftar på Muserna, en grupp gudinnor som ansågs inspirera och beskydda diktning, tonkonst, bildkonst, dans och kroppsövningar samt andlig bildning i antik mytologi. Den grekiska termen mousiké (eller mousiké techné – "musisk konst") hade alltså ursprungligen en annan, mycket bredare betydelse, där det vi idag kallar musik endast var en delmängd. Ordet musik har senare lånats in i nästan alla västerländska språk via latinet.

## Definitioner av musik

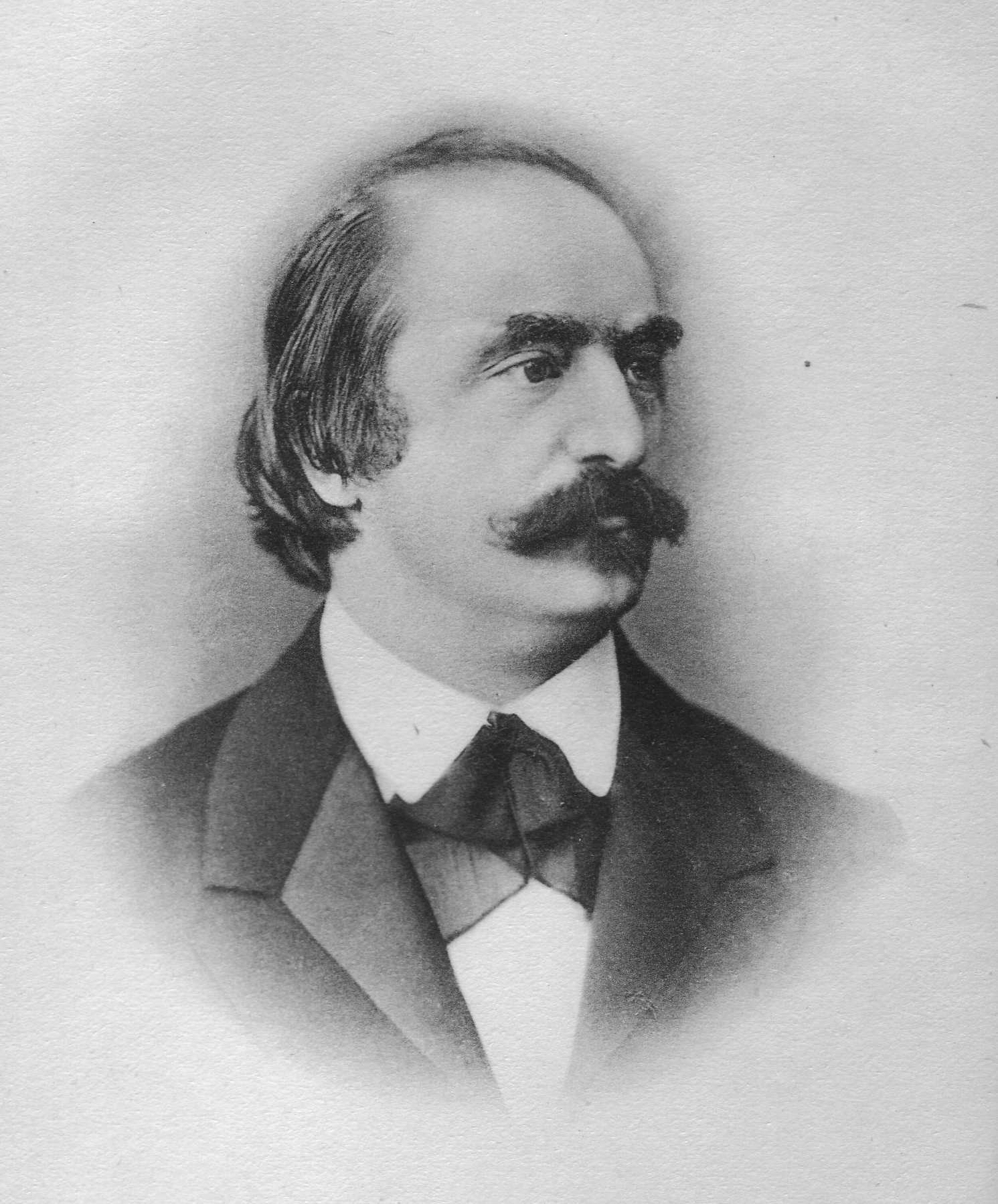
Eduard Hanslick menade att musik är "tonande rörliga former".

Musik är ett begrepp som inte har någon generellt accepterad definition. Inom musikhistorien kan man konstatera att frågan om vilka typer av verk som ska få kallas musik har förändrats många gånger. Som redan nämnts syftade det grekiska begreppet mousiké techné på vad vi idag skulle betrakta som skilda konstformer. Samma sak gäller för det kinesiska ordet yue som idag motsvarar musik i en bred betydelse, men som ursprungligen hade en betydelse som liknar mousiké och som har utvecklats på ett liknande vis som det europeiska musikbegreppet. Det är inte ovanligt att musikaliska uttryck är intimt sammanflätade med andra former av uttryck så som rörelse, dikt och så vidare. Musiken ingår dessutom ofta i ett bestämt socialt sammanhang. Språk som saknar ett musikbegrepp som liknar vårt men i stället har begrepp som speglar dessa förhållanden är kända från många delar av världen in i modern tid. Redan under senantiken förändrades dock mousiké-begreppets betydelse så att det mer kom att syfta på "akustiska gestalter som självständiga, konstnärliga uttryck".
I det medeltida Europa kom sedan musikbegreppet mest att användas för den lärda tonkonsten, medan allmogens musikaliska uttrycksformer betraktades som musikens motsats – amusiska. Detta synsätt höll i sig fram till 1700-talet, då musikbegreppets betydelse vidgas till att även omfatta sådant som folkmusik. Denna breddning av musikbegreppet har fortgått fram till idag, så att musik, med musikvetaren Jan Lings ord, "blivit ett nästan ohanterligt universalbegrepp för olika ljudande företeelser i tid och rum". I allmänna lexika på flera europeiska språk förekommer definitioner av musik som tydligt utgår från den västerländska konstmusiktraditionen. Här framhävs komposition som musikens ursprung; musik ses som en vetenskapligt eller konstnärligt ordnad mängd av musikaliska grundelement – främst toner. Dessa grundelement har ordnats i syfte att skapa någonting vackert, uttrycksfullt eller förståeligt. Musikskriftställaren Eduard Hanslicks definition av musik som "tonande rörliga former" (tyska: "tönend bewegte Formen") har blivit välkänd. Sedan Edgar Varèses tid har definitioner som "organiserat ljud" förekommit, även om vissa (till exempel John Cage) har bestridit organisationens roll i sammanhanget. Inom forskningsgrenar som musikvetenskap tillämpas många olika typer av definitioner. Definitionen av musik som organiserat ljud förekommer fortfarande idag men begreppet kan också inkludera omständigheterna kring musiken, det vill säga musiklivet, samt potentiellt klingande musik såsom inspelningar och noterad musik.
Musik är en vetenskapligt eller konstnärligt ordnad mängd av toner av vanligen olika höjd och klang ordnad efter rytmiska, melodiska och, särskilt i västerlandet, harmoniska mönster över viss tid, oftast kombinerad också med tystnad (pauser).[källa behövs]

## Musikformer

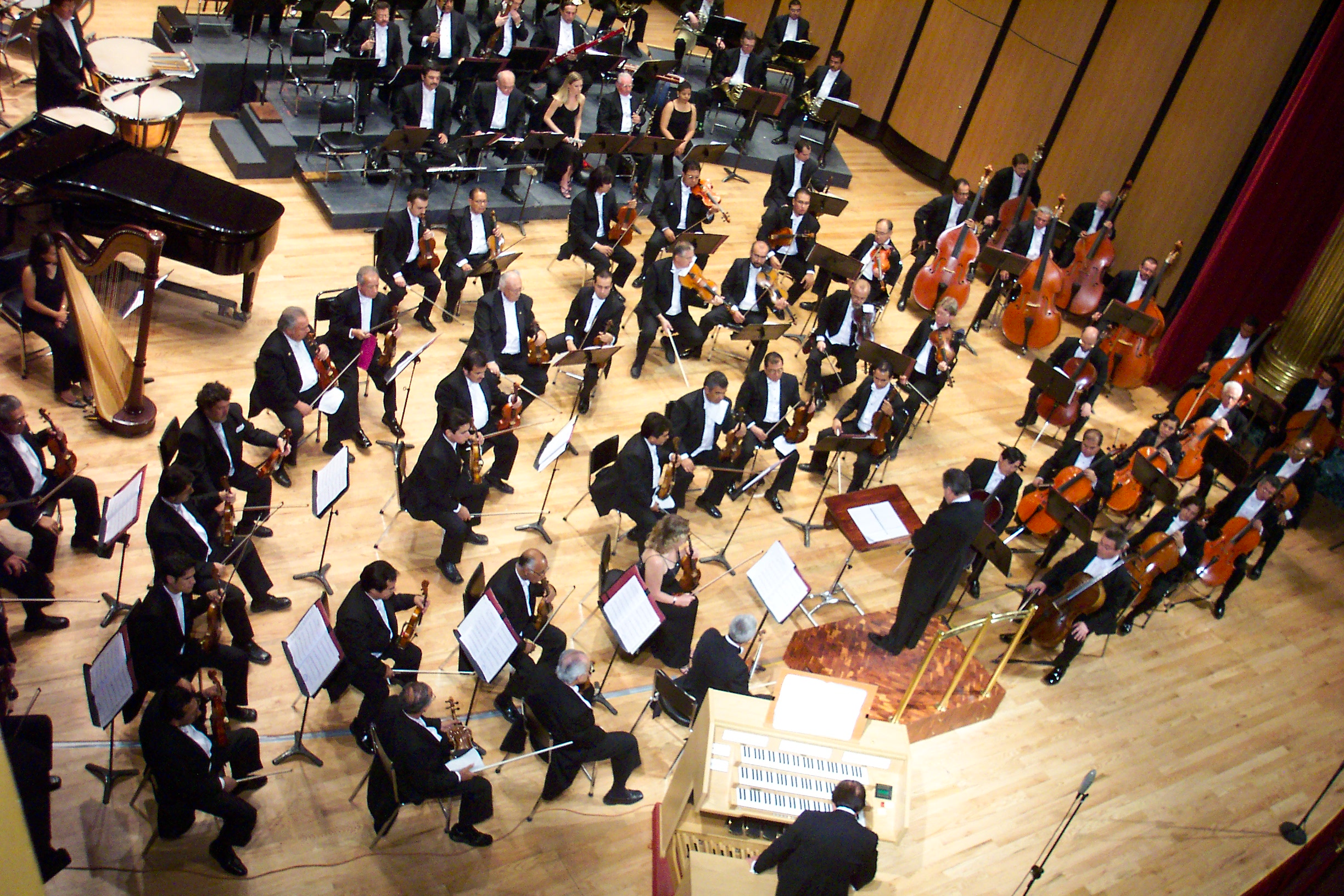
En symfoniorkester innehåller ofta 60-150 musiker.

Se även: Musikgenrer, Noterad musik, Improvisation, Folkmusik, Populärmusik, Klassisk musik, Musikindustri
Olika traditioner fokuserar på mycket olika aspekter i ett musikflöde. En vanlig föreställning, åtminstone i västerlandet, är att musik består av melodi, rytm och harmoni. Det finns dock musikformer som saknar en eller flera av dessa beståndsdelar, fram till det att den västerländska musiktraditionen spreds över världen har harmonik varit mycket sällsynt, tonlös eller åtminstone tonsvag slagverksmusik saknar både melodik och harmonik, gregoriansk sång saknar harmonik och är relativt arytmisk. Det finns även andra aspekter av musik som har stor betydelse till exempel klangfärg.
I den västerländska musiktraditionen har man ofta skiljt på konstmusik och folkmusik, en indelning som kritiserats. Numera gör musikvetare hellre distinktioner mellan noterad respektive gehörstraderad musik, samt mellan komponerad respektive improviserad musik.
Musik kan framställas på många olika sätt, ofta genom att sjunga och/eller spela på ett instrument, av en ensam person eller i en grupp. Musik framförd endast av instrument kallas instrumentalmusik, medan sjungen musik kallas vokalmusik (sådan helt utan instrument kallas a cappella). Dessutom kan musik delas in efter vilka instrument som används. Vanliga så kallade sättningar är till exempel stråkkvartett (cello, två fioler och viola), rockband (trummor, elbas, en eller två elgitarrer, sång och ibland ett elförstärkt klaviaturinstrument).
Förutom att framföras inför en publik kan musik lagras eller spridas genom olika former av musiknotation samt med ljudmedia som radio, grammofonskivor, cd-skivor eller datafiler.
Vad som definieras som "skapandet" av musiken varierar med vad som i den aktuella formen eller stilen anses som viktigt eller centralt, samt vad som inom formen är fritt och fastlagt. I många fall anses innovationen i musiken vara bestämmandet av den precisa tonföljden, varför den person som utför detta tilldelas det främsta kreativa ansvaret för den uppförda musiken.

### Kulturella drag

#### Afroamerikansk musik
Afroamerikansk musik kallas de musikformer som uppstod på de amerikanska kontinenterna då de musikkulturer som slavar från Afrika förde med sig blandades med lokala och europeiska musikstilar. Dessa stilblandningar gav i sinom tid upphov till musiktyper som bland annat samba, reggae, jazz och blues och är därmed roten till mycket av dagens populärmusik.

#### Arabisk musik
Arabernas erövringar, som tog sin början under 600-talet, skapade ett gemensamt kulturområde som sträcker sig från Spanien, via Nordafrika och den Arabiska halvön till Centralasien. Med hjälp av ett gemensamt kulturspråk (Arabiska) samt goda och vidsträckta kommunikationer blev centralorterna smältdeglar för impulser från de många musikkulturer som ingick i det arabiska väldet. Man inkorporerade även mycket av den grekiska musikteorin.
Liksom i västerlandet utvecklades en konstmusiktradition som, trots lokala variationer, delar många gemensamma drag över det arabiska kulturområdet. Till skillnad från i västerländsk musik förekommer ingen harmonik. Istället anses melodilinjens variationer och skiftningar vara det främsta uttrycksmedlet. Musiken baseras på modala strukturer som till skillnad från västerländska skalor utmärks av både intervallförhållanden och melodiska modeller. Den arabiska musikens tonförråd är i allmänhet större och mer varierat än den västerländska motsvarigheten. En förenklad modell kan beskrivas som att man utgår från tre huvudtyper av intervall: Heltonssteg, halvtonssteg och trekvartstonssteg.

#### Gamelanmusik
Den klassiska musiktraditionen från Java och Bali kallas Gamelanmusik. Gamelan är egentligen namnet på den typ av orkester som spelar musiken. Orkestern består främst av olika typer av slagverksinstrument som gongar, xylofoner och trummor, men även av bambuflöjten suling och stråkinstrumentet rebab. Man använder sig av två olika tonsystem: Pélog och sléndro. Pélog delar in oktaven i sju toner, men endast fem används i en given komposition. De minsta skalstegen i pelog närmar sig en västerländsk halvton i storlek. Sléndro delar istället in oktaven i fem ungefär lika stora intervall. Musiken byggs upp med vokal och instrumental improvisation kring ett fast melodiskt tema.

#### Indisk musik
Den Indiska subkontinenten har en lång och rik musikhistoria. Den klassiska indiska musiken, shastriya sangita, är den som följer reglerna för raga. I denna kan man urskilja två nära besläktade traditioner, en nordindisk och en sydindisk. Gemensamma drag för dessa är solistisk musik i små ensembler, ofta med ett borduninstrument och slagverk samt en sång- eller instrumentalsolist. Liksom den arabiska musiken saknar den klassiska indiska musiken harmonik, men har ett skalsystem som tillåter en mycket finare indelning av oktaven än västerländska motsvarigheter. I indisk musikteori delas oktaven in i 22 segment som kallas sruti. Dessa är inte exakt lika stora, men är ungefär i samma storleksordning som en kvartston. En skala konstrueras med utgångspunkt från en av två grundskalor, varav den vanligaste kallas sa-grāma och liknar den västerländska durskalan. Andra skalor skapas genom att man altererar och ibland utesluter någon eller några av tonerna i någon av de två grundskalorna. Improvisation är en viktig del av melodiskapandet i den klassiska indiska musiktraditionen. Improvisationen utgår från raga-systemet. Raga är modala, melodiska, rytmiska och formmässiga regler för hur kompositionen skall vara uppbyggd. Rytmen i den indiska musiken är ofta mycket komplex. Den baseras på rytmiska mönster som kallas tala. Vanliga instrument i den klassiska indiska musiken är melodiinstrumentet sitar, en sorts långhalsluta, och borduninstrumentet tanpura. Bland slagverksinstrumenten har tablan, en stämbar trumtyp, en särställning.

#### Kinesisk musik
Det går att rekonstruera delar av den klassiska kinesiska musiktraditionen så långt som 5000 år tillbaka i tiden. Forntida kinesiska hymner var långsamma i tempot och ackompanjerades av stora orkestrar. Fylligare källor finns dock först från tiden efter 200-talet f.Kr. Genom hela den kinesiska musikhistorien har det funnits starka kopplingar mellan musik och filosofi. Liksom i den antika grekiska musikteorin och affektläran ansågs musiken ha både kosmologiska paralleller och etiska effekter. Under Shangdynastin försökte man påverka samhällsutvecklingen genom att justera musikutförande, stämning och instrument. Ton och klangfärg har en viktig plats, viktigare än melodin, i den klassiska kinesiska musiken. Man använder sig av en Pentatonisk skala, flera olika modi kan härledas ur denna genom att välja olika skalsteg som grundton. I vokalmusik begränsas den melodiska friheten av att traditionell kinesiska är ett tonspråk där den melodiska modulationen av ett ord kan påverka betydelsen.

## Träning och utbildning

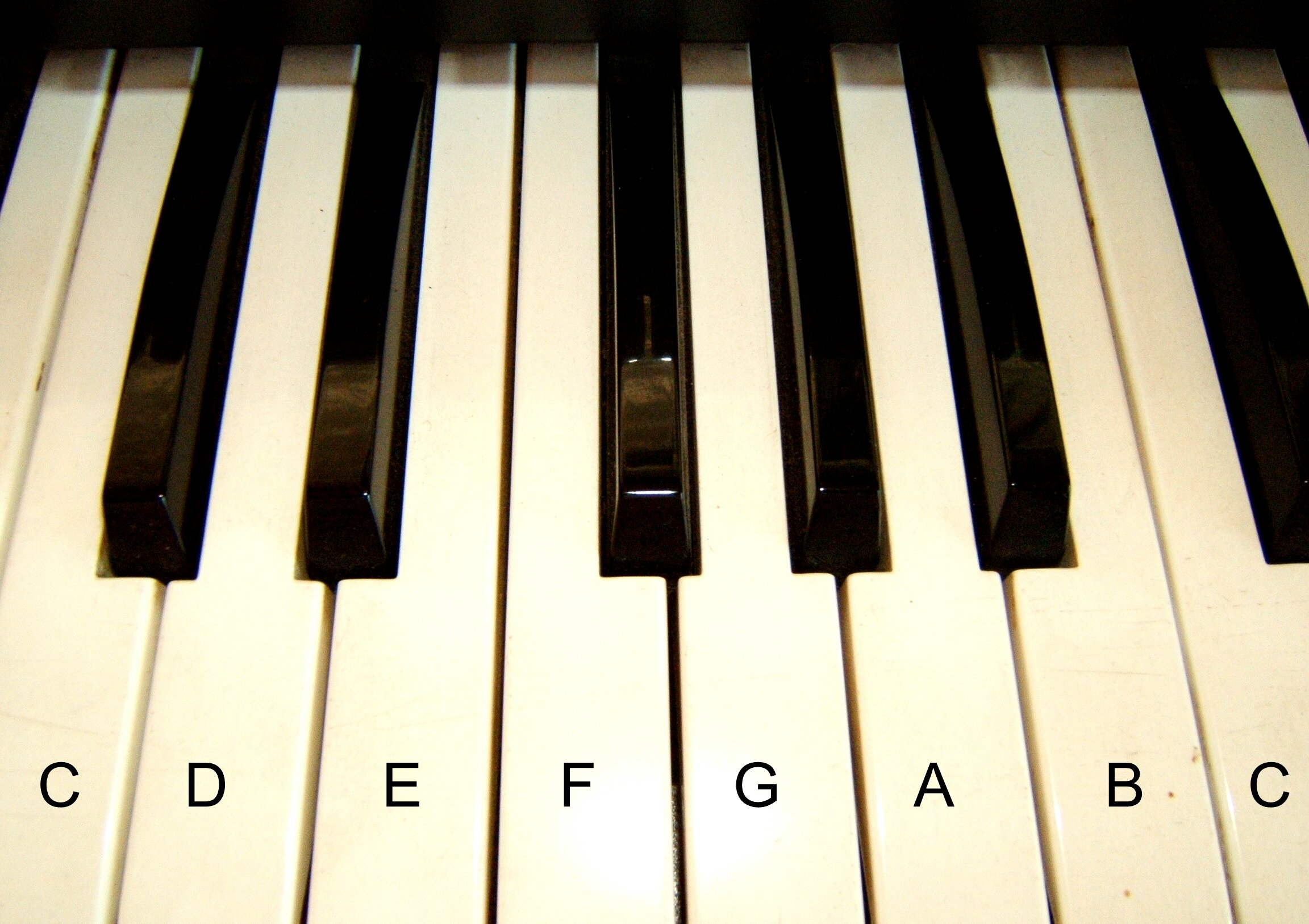
En oktav på ett piano.

Människan har i allmänhet en väldefinierad förmåga att höra och uppskatta samt på en enkel nivå även skapa musik. Musik kan utövas på alla nivåer från helt grundläggande till virtuos, vilket kräver olika grad av träning för att kunna framställa och kontrollera ett önskat musikaliskt uttryck. Grundläggande sång- och i vissa fall instrumentfärdighet är en idag en relativt utbredd kunskap, och anses ofta som en del av allmänbildningen. Många barn lär sig musikgrunderna av sina föräldrar.
Många ungdomar tar enskilda musiklektioner i någon form, ofta på en kommunal eller privat musik- eller kulturskola; flera får dessutom träning i olika former av amatörensembler, körer eller orkestrar. På många orter finns en stark bandkultur, som ofta stöds av ideella scener och musikföreningar. Det finns också grund- och gymnasieskolor med särskild musikinriktning.
Professionella musiker är vanligen utbildade vid någon form av musikhögskola, ibland i kombination med folkhögskoleutbildningar. Det finns dock även musiker som är mer eller mindre självlärda, så kallade autodidakter.

### Musikalitet
Musikalisk färdighet kan typiskt delas upp i:
- Teknik
- Uttryck
- Tolkning/interpretation
- Gehör
- Rytmkänsla
- m.m.

Generell musikalisk förmåga (inte nödvändigtvis bunden till specifika instrument, stilar eller tekniker) benämns som musikalitet. Utmärkande musikaliska färdigheter, såsom absolut gehör, eller extrem teknisk förmåga har ofta ansetts som en delar av en medfödd, förutbestämd "musikalitet", men anses idag snarare vara produkter av träning och adaptivitet.
De flesta musikformer kräver en ganska jämnhög nivå på alla de ovanstående områdena, även om de flesta musiker också har någon form av specialitet. Vissa institutioner har utvecklat speciella metoder för musikaliskt träning, såsom den japanska Suzukimetoden.

## Historia
Studier i musikhistoria har länge koncentrerat sig på inriktningarna i den europeiska och senare västerländska traditionen, i synnerhet. Det finns ansatser till att bredda musikhistorieämnet till att omfatta all världens musik, men det är ett arbete som fortfarande pågår; världens kulturer uppvisar en mycket stor bredd av skilda musikstilar. Det är också så att det främst är de högre klassernas musik som är synlig i det skriftliga källmaterialet, även om den gehörstraderade musiken ibland kan bevara element av mycket hög ålder. Dessa begränsningar kommer tyvärr att påverka den följande framställningen.

### Förhistorisk tid

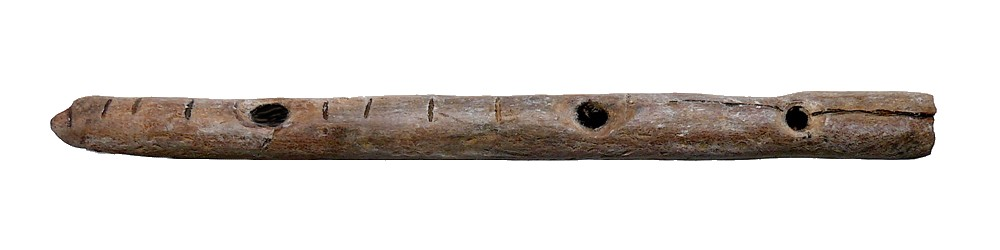
En replika av en av flöjterna från Geissenklösterle

Kunskapen om musik före de första historiska källorna grundar sig på arkeologiska fynd av möjliga musikinstrument, avbildningar av musicerande, samt jämförelser med kulturer som i relativt modern tid levt under liknande betingelser som de forntida folk vars boplatser arkeologerna grävt ut. Från paleolitiska bosättningar finns bland annat fynd av räfflade ben som kan ha använts som skrapinstrument, lansettformade ben med ett hål för ett snöre i ena änden som kan ha använts som vinare samt diverse rasselinstrument. Det finns även benflöjter av hög ålder från både Europa och Östasien (de äldsta, ungefär 35 000 år gamla, hittades i grottan Geissenklösterle nära Ulm i Tyskland).

### Tidiga källor

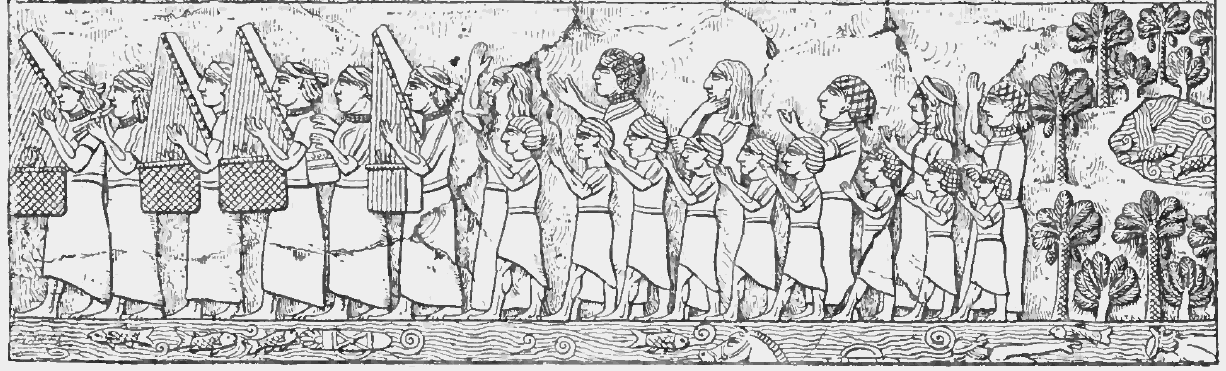
En reproduktion av en assyrisk relief som visar en procession med harpspelande musiker.

Musiken verkar ha spelat en viktig roll i de tidigaste kända högkulturerna, i floddalarna kring Eufrat och Tigris, Indusdalen, Nildeltat samt i Kina. Musiken tycks ha fyllt en funktion i den religiösa kulten. Man reciterade eller sjöng också episka dikter till instrumentalackompanjemang. Den första kända noterade musiken kommer från Mesopotamien, det rör sig om religiösa hymner som skrevs ned cirka 1250-1200 f.Kr (men det finns forskare som påstår sig ha funnit äldre exempel från samma område), samt en samling dokument som behandlar hur lyror eller harpor skall stämmas. Det råder fortfarande oenighet bland forskarna kring hur denna urgamla musiknotation skall tolkas. Men från texternas form och andra källor kan man sluta sig till att man sjöng responsorial sång (växling mellan solist och kör) eller antifonal sång (växling mellan två halvkörer). Det verkar som om man använde sig av ett diatoniskt skalsystem. Liksom i många andra gamla högkulturer utvecklade man en matematiskt orienterad musikteori. Mycket tyder på att denna utövade ett stort inflytande på den antika grekiska musikteorin. Även i Kina, Japan, Indien och Indonesien har notationssystem utvecklats oberoende av det europeiska.
I det antika Grekland kan vi för första gången i källmaterialet skymta uppkomsten av en autonom tonkonst, något som mycket väl kan ha funnits tidigare i andra högkulturer men inte lämnat spår i källorna. Av särskild vikt för Europas musikhistoria är den musikteori och musikestetik som växte fram i antikens Grekland. Man ansåg att vissa tonarter, skaltyper och instrument var bärare av vissa egenskaper och kunde påverka lyssnarna i för samhället fördelaktig eller ofördelaktig riktning (se vidare etoslära). Mycket av den grekiska musikteorin förefaller ha influerats av de gamla kulturfolken i tvåflodslandet, men även ett egyptiskt inflytande kan spåras. Från antikens Grekland stammar inte bara själva musikbegreppet utan även en hel del annan nutida musikterminologi. Tre grundläggande begrepp i den grekiska musikteorin var rhytmos, mélos och harmonia – föregångarna till svenskans "rytm", "melodi" och "harmoni", även om ordens betydelse förändrats avsevärt med tidens gång.

### Den västerländska konstmusiken

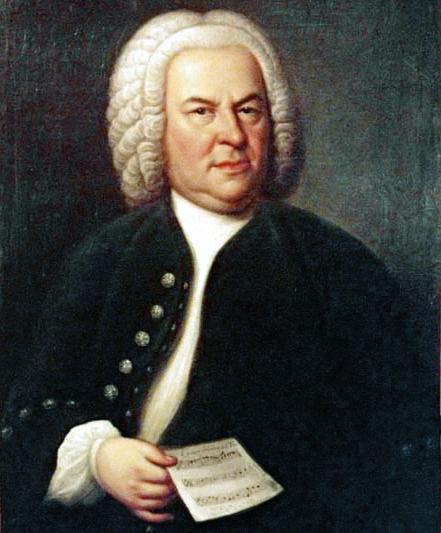
Johann Sebastian Bach var en av de största kompositörerna inom den klassiska musiken.

Från 800-talet e.Kr. kan man börja spåra den västerländska konstmusiken i källmaterialet tack vare bevarade notdokument. Den grekiska musikteorin, förmedlad genom romerska och senare även arabiska källor, hade tagits i kyrkans tjänst för att standardisera kyrkosången – vad som kom att kallas Gregoriansk sång. En viktig del i standardiseringen av kyrkosången var framväxten av kyrkotonarterna som klassifikationssystem för koralmelodier. Kyrkotonarterna var modala skalor – dels ett tonförråd men även vissa melodiska principer såsom slutton (finalis) och recitationstoner. Kyrkotonarterna uppstod i mötet mellan en levande körsångspraxis och musikteoretiska arbeten baserade på antika auktoriteter. Det finns belägg för att liturgisk sång förekommit i den kristna kyrkan redan flera århundraden tidigare, men det är först med de standardiseringssträvanden som resulterade i den gregorianska sången som noterade melodier dyker upp. Under 800-talet börjar man skriva ut melodilinjens konturer ovanför de liturgiska texterna, en tidig föregångare till det moderna västerländska notsystemet som kallas neumer. Det fanns en bokstavsnotskrift redan tidigare, men den användes nästan uteslutande i teoretiska sammanhang. Neumsystemet utvecklades gradvis mot en mer exakt tonangivelse. Man började använda de hjälplinjer som drogs på pergamentet (för att hålla textraderna raka) som notlinje, och på 1000-talet e.Kr. introducerade Guido av Arezzo tanken att låta linjen representera tre olika toner – en under, en på och en över linjen. Antalet linjer utökades gradvis med ökad exakthet i tonangivelsen som följd.
Under medeltiden utvecklades polyfoni i den europeiska kyrkomusiken. Tidig flerstämmighet kunde bestå i att man sjöng i parallella kvinter eller kvarter, men också av att man sjöng en med melismer utbroderad överstämma mot en långsam gregoriansk koralmelodi. Dessa och andra dåtida sätt att utsmycka melodier kallas gemensamt organum. De nya möjligheterna att notera melodier skapade nya musikaliska möjligheter, man kunde planera – komponera – mer komplexa flerstämmiga förlopp, vilket i sin tur ställde än högre krav på notskriften. Framåt andra hälften av 1100-talet och början av 1200-talet skrivs det tre- och fyrstämmiga organumsatser i Paris, av en grupp tonsättare som forskare senare kommit att kalla Notre Dame-skolan.
Under slutet av 1200-talet började man använda sig av världsliga texter och melodier i de tidigare textlösa överstämmorna, det blev en sorts lärd konstform att på ett så konstfullt vis som möjligt kombinera de världsliga melodierna med den fortfarande i grunden gregorianska cantus firmusstämman. Denna riktning brukar kallas Ars antiqua. Kompositörerna kunde låna sitt material från den folkliga spelmansmusiken, från dansmusiken vid hoven eller från trubadurvisan (och dess arvtagare under senare delen av medeltiden). Ars antiqua-förespråkarna stod i motsättning till en något senare rörelse som (redan då) kallades Ars nova. De kompositörer som verkade inom Ars nova-traditionen utvecklade och började använda sig av nya notationsformer som tillät kombinationer av två- och treunderdelad rytm. På så vis utökade de de musikaliska uttrycksmöjligheterna.
Musikhistoriker har valt att använda konsthistorikernas term "renässans" för att beteckna perioden från slutet av 1400-talet till början av 1600-talet. Mycket tack vare boktryckarkonsten, men även på grund av att tidens musikteoretiker hade en mer praktisk inriktning, är källmaterialet mycket rikare än under medeltiden. Under den här tidsperioden förändras både sats- och klangidealen på ett vis som förde bort från det rådande modala systemet och till slut gav upphov till det dur/moll-tonala system som varit förhärskande i västerlandet sedan dess, åtminstone fram till slutet av 1800-talet. Den polyfona satstekniken drevs mycket långt, och till exempel Palestrinas satsteknik har stått sig som ideal fram till våra dagar. En önskan att återuppliva det antika dramat gav upphov till operan, och därmed en musik som var mer baserad på melodi med ackompanjemang än den polyfona kyrko- och högre ståndsmusiken. Under Renässansen utvecklades många instrument till att bli mer tekniskt avancerade. Stråkinstrument etablerades, och luta användes flitigt. Även under denna period fanns stora olikheter mellan profan (världslig sekulär musik)och sakral musik (kyrklig musik).
Perioden efter renässansen brukar kallas barocken i traditionell musikhistoria. Denna period varade ungefär mellan 1600 och 1750. Under den här tiden verkade kompositörer som Claudio Monteverdi, G.F. Händel, Antonio Vivaldi och J.S. Bach. De nya strömningarna tar sin början i Italien och sprids sedan i olika former över resten av Europa. Operan var en viktig pådrivande faktor i den musikaliska utvecklingen, liksom framväxten av ett konsertväsende. Inom den sakrala musiken (kyrkliga musiken) började likheterna mellan sakral och profan musik suddas ut. Former som oratorium, som var inspirerade av operan, letade sig in i kyrkorummen. Grundläggande för mycket av musiken under den här perioden var generalbasen, ett sätt att notera ackord. Mycket av musiken var uppbyggs kring en kompgrupp som spelade bas och ett improviserat ackordiskt ackompanjemang. Instrumenten hamnade i centrum och musiken blev till för sin egen skull. Stråkorkestern fick sin färdiga form. Polyfonin hade fortfarande en stark ställning, men var nu baserad på andra principer – dur/moll-tonalitet – än under tidigare perioder.
Från mitten av 1700-talet växer den stil som kommit att kallas Wienklassicism fram. Under den här perioden var sonaten den mest karaktäristiska musikformen. Tongivande i den utvecklingen var Joseph Haydn. Även W.A. Mozart verkade under wienklassicismen. Det är under den här perioden som symfoniorkestern får ungefär den form den har idag. Ludwig van Beethoven brukar ses som den som leder över i nästa musikhistoriska epok: Romantik.
Under romantiken tänjs gränserna för det dur/moll-tonala systemet mer och mer, tills ramarna mer eller mindre sprängs med sådant som Claude Debussys impressionistiska eller Arnold Schönbergs senromantiska musik. Detta skapade en motreaktion där exempelvis Schönberg var ledande. Schönberg försökte skapa en helt atonal musik med sitt tolvtonssystem.

## Musiker

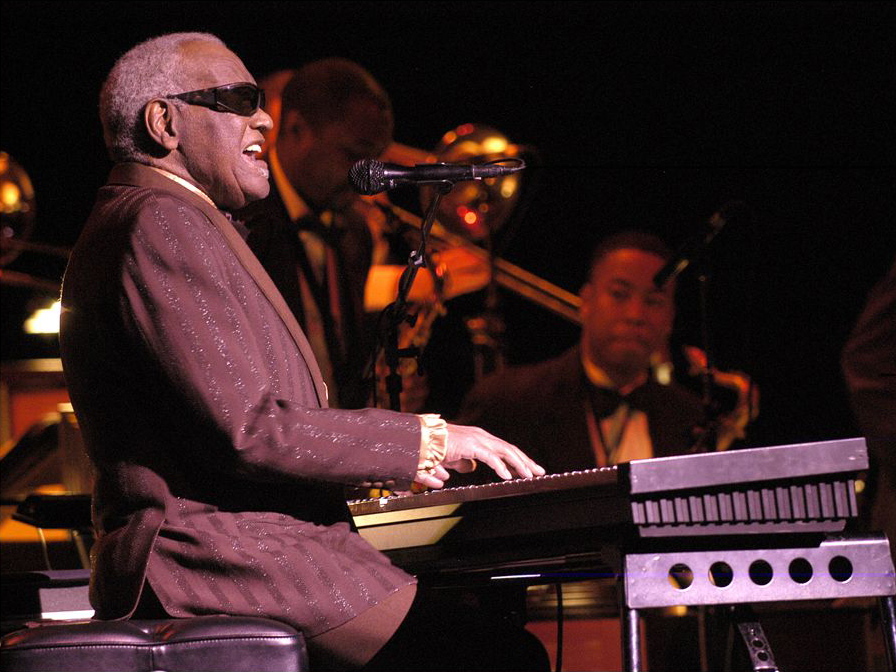
Ray Charles var pianist.

Musikbranschen är en mycket bred bransch där alla typer av kunskaper ofta kan efterfrågas. De flesta yrkesmusiker i Sverige är tvungna att kombinera minst två eller flera sätt att försörja sig. Det vanligaste är att arbeta som lärare på någon av de olika utbildningsnivåerna. Andra är att framträda live, turnera och göra skivinspelningar. Det finns flera privata- och allmänfinansierade institutioner som erbjuder musiker fast anställning: framförallt kyrkosamfund, konsertsalar, operahus, teatrar, universitet, med mera.
Som musiker kan man inrikta sig på sång, särskilda instrument, komponerande, pedagogiskt arbete, och så vidare, ofta i kombination med olika stilar.
Professionell musiker är man först då man får betalt för att utöva, eller komponera, musik. Man måste alltså inte ha gått musikhögskola för att få kalla sig proffsmusiker. I nöjesbranschen finns det också gott om yrkesmusiker som till exempel operasångare, musikalskådespelare.

## Studiet av musik
Det akademiska studiet av musik kallas musikvetenskap. Viktiga delar är musikhistoria och musikteori.

### Musikteori
Musikteori är det vetenskapliga studiet av musik, där man definierar den utifrån begrepp som ton och rytm.

### Musik i Sverige
Musik är ett ämne i den svenska grundskolan. Det finns även som nationell inriktning på gymnasieskolans estetiska program, som speciellt tillval på många lokala programinriktningar, samt som tillvalsämne i form av kursen Estetisk verksamhet på alla övriga gymnasieprogram.